# Licuala penduliflora
Licuala penduliflora är en enhjärtbladig växtart som först beskrevs av Carl Ludwig von Blume, och fick sitt nu gällande namn av Alexander Zippelius och Carl Ludwig von Blume. Licuala penduliflora ingår i släktet Licuala och familjen Arecaceae. Inga underarter finns listade i Catalogue of Life.